# Alfred Faude
Alfred Faude (* 1916; † 1980) war ein deutscher Verwaltungsbeamter, der unter anderem zwischen 1966 und 1967 Präsident des Bundesverwaltungsamtes war.

## Leben
Alfred Faude trat nach dem Schulbesuch 1930 als Vierzehnjähriger als Verwaltungslehrling in die Stadtverwaltung Mannheim ein. Während des Zweiten Weltkrieges leistete er Wehr- und Kriegsdienst in der deutschen Wehrmacht und geriet 1942 in Kriegsgefangenschaft. Nach seiner Entlassung aus der Kriegsgefangenschaft begann er 1946 ein Studium der Rechtswissenschaften und befand sich nach der Ersten Staatsprüfung zwischen 1949 und 1952 als Rechtsreferendar im juristischen Vorbereitungsdienst. Nach dem Ablegen der Zweiten Staatsprüfung war er von 1952 bis 1953 im Ministerium der Justiz Rheinland-Pfalz tätig und dort als Hilfsrichter am Amtsgericht Bad Kreuznach, Landgericht Frankenthal (Pfalz), Landgericht Trier sowie am Landgericht Mainz tätig. 1953 wechselte er ins Bundesgesundheitsamt in Koblenz und war dort bis 1956 in der Zentralabteilung Referent für Rechtsangelegenheiten.
Daraufhin trat Faude 1956 Bundesministerium des Innern ein und war dort anfangs Hilfsreferent im Referat IV B 6 der Unterabteilung IV B (Rechts- und Verwaltungsangelegenheiten des Gesundheitswesens, Lebensmittel- und Arzneimittelwesen) sowie daraufhin 1959 Hilfsreferent im Referat IV A 6. 1959 wechselte er in die Abteilung Z (Zentralabteilung), in der von 1959 bis 1960 Hilfsreferent im Referat Z 2 (Personalangelegenheiten der zum Geschäftsbereich des BMI gehörenden Dienststellen) war. 1960 wurde er Hilfsreferent im Referat Z 6 (Organisationsreferat) und war daraufhin zwischen 1961 und 1966 Leiter dieses Referats.
Als Nachfolger von Karl von Rumohr wurde Ministerialdirigent Alfred Faude am 27. Mai 1966 Präsident des Bundesverwaltungsamtes. Er hatte dieses Amt allerdings nur ein Jahr lang bis zum 5. Oktober 1967 inne, woraufhin Walther Schultheiss ihn ablöste.
Daraufhin kehrte er ins Bundesministerium des Innern zurück und war dort bis 1970 Leiter der Unterabteilung V II (Verwaltung, Verwaltungsgerichtsbarkeit). Zugleich fungierte er in Personalunion zwischen 1968 und 1970 als Leiter der neu eingerichteten Arbeitsgruppe Dienstliche Fortbildung sowie von 1969 bis 1970 als stellvertretender Vorsitzender der neu eingerichteten Projektgruppe für die Reform der Struktur von Bundesregierung und Bundesverwaltung beim Bundesminister des Innern. Außerdem war er zwischen 1969 und 1970 auch kommissarischer Leiter der neu gegründeten Bundesakademie für öffentliche Verwaltung. Im Anschluss hatte er zwischen 1970 und 1975 den Posten als Vorsitzender und Generalberichterstatter der Projektgruppe für die Reform der Struktur von Bundesregierung und Bundesverwaltung beim Bundesminister des Innern.
Nach seinem Ausscheiden aus dem öffentlichen Dienst fungierte Faude von 1976 bis zu seinem Tode 1980 als Beauftragter des Vorstands der Bayerischen Motorenwerke AG in Bonn.

## Veröffentlichung
- Das Bundesministerium des Innern, Athenäum Verlag, 1. Auflage 1966, 3. Auflage 1971

## Weblink
- „Die Kabinettsprotokolle der Bundesregierung“ online: Biografien. In: Bundesarchiv. Abgerufen am 27. März 2022.